# 1943

## Події
- 31 січня — Вояки оточеної під Сталінградом німецької 6-ї Армії капітулювали разом з маршалом Паулюсом.
- 4—6 грудня — відбулась Друга Каїрська конференція, присвячена можливому вступу Туреччини до Другої світової війни
- 19 квітня — у Варшавському гетто починається повстання, викликане початком депортації залишків тамтешнього єврейського населення. Німецькі окупанти до 16 травня жорстоко придушили повстання, при цьому загинуло понад 14 тис. мешканців ґетто.
- 10 липня — Війська Великої Британії та США висадилися на острові Сицилія.
- 11 липня — Сталася Волинська трагедія.
- 8 серпня — Муссоліні був ув'язнений на острові Маддалена в Сардинії.

## Вигадані події
- У 1943 році відбуваються події фільму «Перший месник».

## Народились
Дивись також Категорія:Народились 1943
- 19 січня — Дженіс Джоплін, американська рок-співачка
- 30 січня — Марті Бейлін, рок-співак (Jefferson Airplane)
- 9 лютого — Джо Пеші, американський актор
- 17 лютого — Раїса Степанівна Недашківська, українська акторка
- 22 лютого — Едуард Лимонов, російський письменник
- 25 лютого — Джордж Гаррісон, англійський рок-музикант, співак, композитор (Beatles)
- 26 лютого — Казиміра Прунскене, перший прем'єр-міністр пострадянської Литви (1990–1991 рр.)
- 9 березня — Боббі Фішер, американський гросмейстер, 11-й чемпіон світу з шахів (1972–1975 рр.)
- 15 березня — Девід Кроненберг, канадський актор і кінорежисер.
- 22 березня — Джордж Бенсон, американський джазовий музикант, співак
- 29 березня: 
  - Вангеліс, грецький композитор
  - Джон Мейджор, англійський державний діяч, прем'єр-міністр Великої Британії (1990–1997 рр.)
  - Ерік Айдл, британський комедійний актор, сценарист, письменник та співак.
- 31 березня — Крістофер Вокен, американський актор, телевізійний та театральний режисер.
- 9 квітня — Лев Дутковський, український музикант і композитор, засновник і керівник вокально-інструментального ансамблю «Смерічка» (пом. у 2023).
- 14 квітня — Микола Арнольдович Петров, радянський російський піаніст, народний артист СРСР
- 26 квітня — Петер Цумтор, швейцарський архітектор, лауреат Пріцкерівської премії 2009 року
- 4 травня — Михайло Шемякін, російський художник
- 14 травня — Джек Брюс, англійський рок-музикант, бас-гітарист (Cream)
- 4 червня - Джойс Майєр, американська християнська проповідниця, телевангелістка, письменниця.
- 13 червня — Малкольм Макдавелл, актор
- 15 червня — Джонні Холлідей, французький рок-співак
- 19 червня — Джеймс Елліот, американський астроном, який відкрив кільцеву систему Урана і атмосферу Плутона
- 22 червня — Клаус Марія Брандауер, австрійський актор театру і кіно
- 23 червня — Вілма Рудольф, спортсмен
- 28 червня — Клаус фон Клітцинг, німецький фізик, лауреат Нобелівської премії з фізики 1985
- 30 червня — Флоренс Баллард, співачка (The Supremes)
- 4 липня: 
  - Геральдо Рівера, ведучий американського токшоу «Геральдо»
  - Ел Вілсон, музикант, композитор (Canned Heat)
- 10 липня — Артур Еш, американський тенісист
- 12 липня — Крістін Макві, музикант, співачка рок-групи Fleetwood Mac
- 14 липня — Крістофер Пріст, письменник фантаст, автор твору Престиж.
- 20 липня — Джон Лодж, рок-музикант (The Moody Blues)
- 25 липня — Джим Маккарті, рок-музикант, ударник (Renaissance), композитор
- 26 липня — Мік Джагер, рок-музикант (The Rolling Stones)
- 7 серпня — Ален Корно, французький кінорежисер
- 8 серпня — Юлій Гусман, російський кінорежисер, КВН-щик, політик
- 11 серпня — Первез Мушарраф, керівник і президент Пакистану в 1999–2008 рр.
- 17 серпня
  - Роберт Де Ніро, американський кіноактор, режисер.
  - Микола Шматько, український скульптор, художник (пом.в 2020).
- 22 серпня — Литвин Леонід Єгорович, український художник
- 10 вересня — Ніл Дональд Волш, американський письменник.
- 21 вересня — Джеррі Брукгаймер, американський теле- та кінопродюсер.
- 23 вересня — Хуліо Іглесіас, іспанський футболіст, співак
- 27 вересня — Ренді Бахман, канадський рок-музикант
- 29 вересня — Лех Валенса, президент Польщі (1990–1995)
- 5 жовтня: 
  - Інна Михайлівна Чурикова, російська кіноакторка
  - Стів Міллер, американський рок-музикант, композитор
- 22 жовтня: 
  - Катрін Деньов (Дорлеак), французька акторка
  - Ян де Бонт, американський кінорежисер
- 22 листопада — Біллі Джин Кінг, американська тенісистка
- 8 грудня — Джим Моррісон, американський рок-музикант (The Doors)
- 18 грудня — Кіт Річардс, гітарист групи The Rolling Stones
- 24 грудня — Тар'я Халонен, 11-й президент Фінляндії
- 25 грудня — Ганна Шигулла, німецька кіноакторка
- 31 грудня — Бен Кінгслі, британський актор

## Померли
Див. також Категорія:Померли 1943
- 28 березня — Рахманінов Сергій Васильович, російський та американський композитор, піаніст і диригент
- В. К. Королів-Старий, письменник і художник
- Барвінок Володимир Іванович, український історик, письменник, архівіст і діяч УНР

## Нобелівська премія
- з фізики: Отто Штерн — «За внесок у розвиток методу молекулярних пучків і відкриття та вимірювання магнітного моменту протона».
- з хімії: Дьєрдь де Хевеші — «За роботу із використання ізотопів як мічені атоми при вивченні хімічних процесів»
- з медицини та фізіології: Генрик Карл Петер Дам — «За відкриття вітаміну К»; Едуард Адальберт Дойзі — «За відкриття хімічної структури вітаміну К»
- з літератури: Премію не присуджували
- премія миру: Премію не присуджували